# Antic Ajuntament de les Corts
L'Antic Ajuntament de les Corts és una casa consistorial situada a la plaça de Comas i els carrers de Joaquim Molins i de Joan Güell del barri de les Corts de Barcelona, catalogada com a bé cultural d'interès local.

## Història
El 1884, Dolors Masferrer i Bosch va establir els terrenys en emfiteusi a l'Ajuntament de Les Corts, i l'edifici fou projectat per l'arquitecte Antoni Rovira i Rabassa en estil eclèctic, amb influència de l'Escola Beaux-Arts francesa.

## Descripció
Consta de planta baixa i pis i s'organitza al voltant d'un pati cobert per una lluerna.
La façana principal és la més monumental i presenta un cos central avançat respecte l'alineació restant. Aquest disposa d'un porxo d'accés amb tres arcs de mig punt i una planta noble amb un balcó d'autoritats corregut. Aquest balcó disposa d'obertures flanquejades per pilastres amb capitells jònics que sustenten un voluminós frontó triangular que remata la construcció. Aquest frontó de proporcions clàssiques presideix la façana principal. La peça surt en volada respecte al cos central, que a la vegada ja està avançat respecte de la façana. Aquest efecte volumètric queda complementat per un reguitzell d'escultures i motllures treballades detalladament en pedra. Dins del fris destaca un escut heràldic i coronant el frontó un medalló amb la data de construcció i figures alades a cada extrem del frontó. També són notables les reixes de ferro forjat de les baranes dels balcons i els permòdols de pedra decorats sota les llosanes. La resta de la façana té una composició més neutra, que no competeix amb el mòdul central.
La façana posterior repeteix el mateix esquema mantenint la composició d'obertures i el nombre d'eixos verticals però reduint el cos central avançat a un sol eix d'obertures. Aquesta façana està mancada de les vistoses decoracions o escultures de la façana oposada. Té un coronament format per una senzilla cornisa motllurada. La façana lateral està formada per onze eixos d'obertures i prioritza la funcionalitat respecte de les decoracions al igual que la façana posterior.
La teulada és plana amb terrat, del qual sobresurt el volum a dues aigües associat al frontó de la façana principal. El perímetre del coronament se soluciona amb un ampit d'obra amb cornisa i motllurat clàssic. A la teulada té unes golfes en la zona posterior però que al estar integrades en l'alçada del ampit no es poden veure des del carrer.
L'interior s'articula al voltant d'un pati cobert, formalitzat amb pilars decorats amb motllures a manera de capitell. Al seu voltant presenta el passadís perimetral de la planta pis que connecta les diferents estances i s'aboca al doble espai del pati. A l'escala interior hi ha una placa que parla de la inauguració el 1884.
Cal destacar la coherència arquitectònica d'aquest edifici, que combina equilibradament l'estructura portant amb la decoració superposada de les façanes.